# Amphiura rosea
Amphiura rosea is een slangster uit de familie Amphiuridae.
De wetenschappelijke naam van de soort werd in 1894 gepubliceerd door Farquhar.